# Göteborgsutställningen 1891

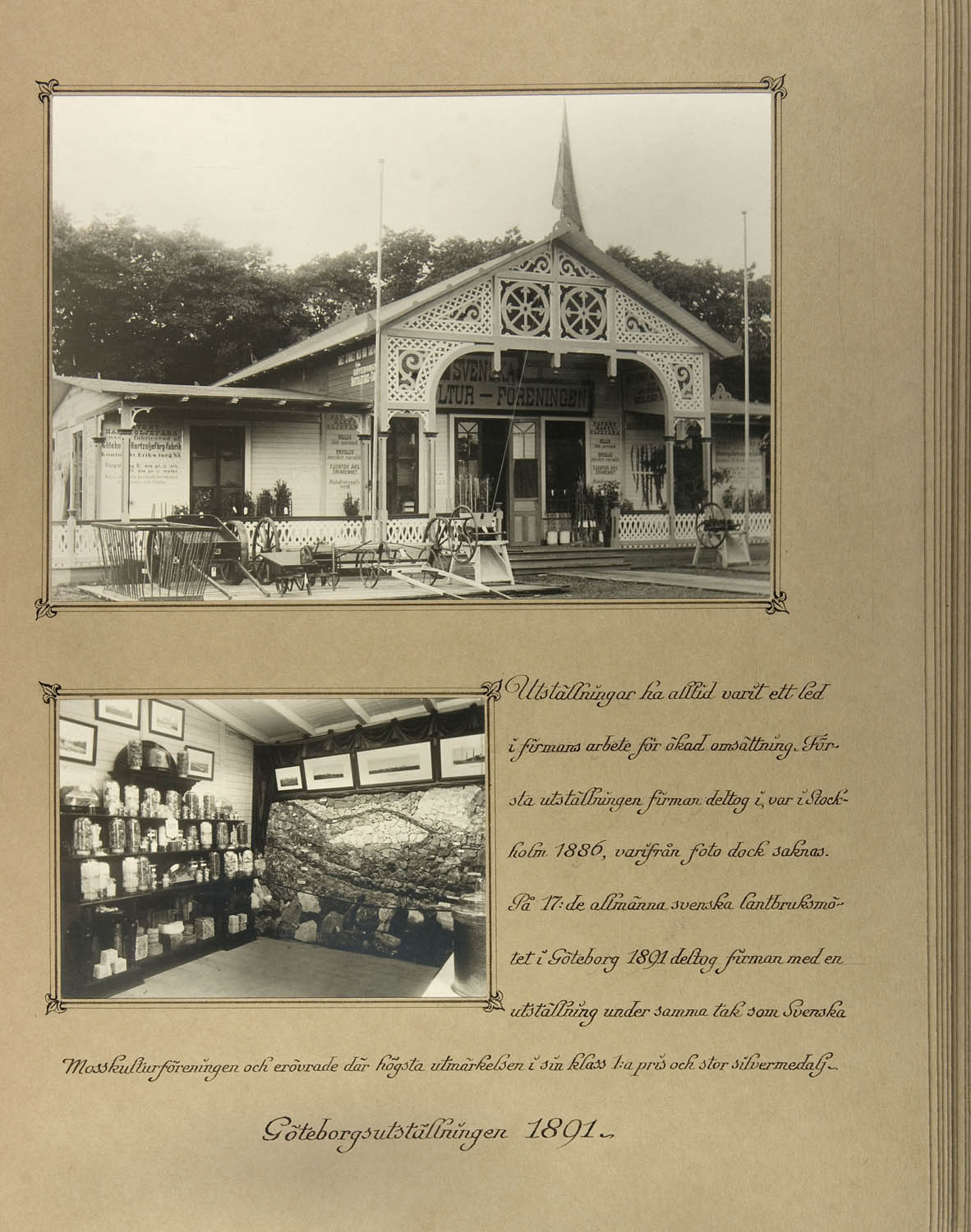
Dokumentation från Göteborgsutställningen 1891 rörande firman Moritz Fraenkel & Co. Den övre bilden visar en exteriör av paviljongen, den undre en interiör från utställningen.

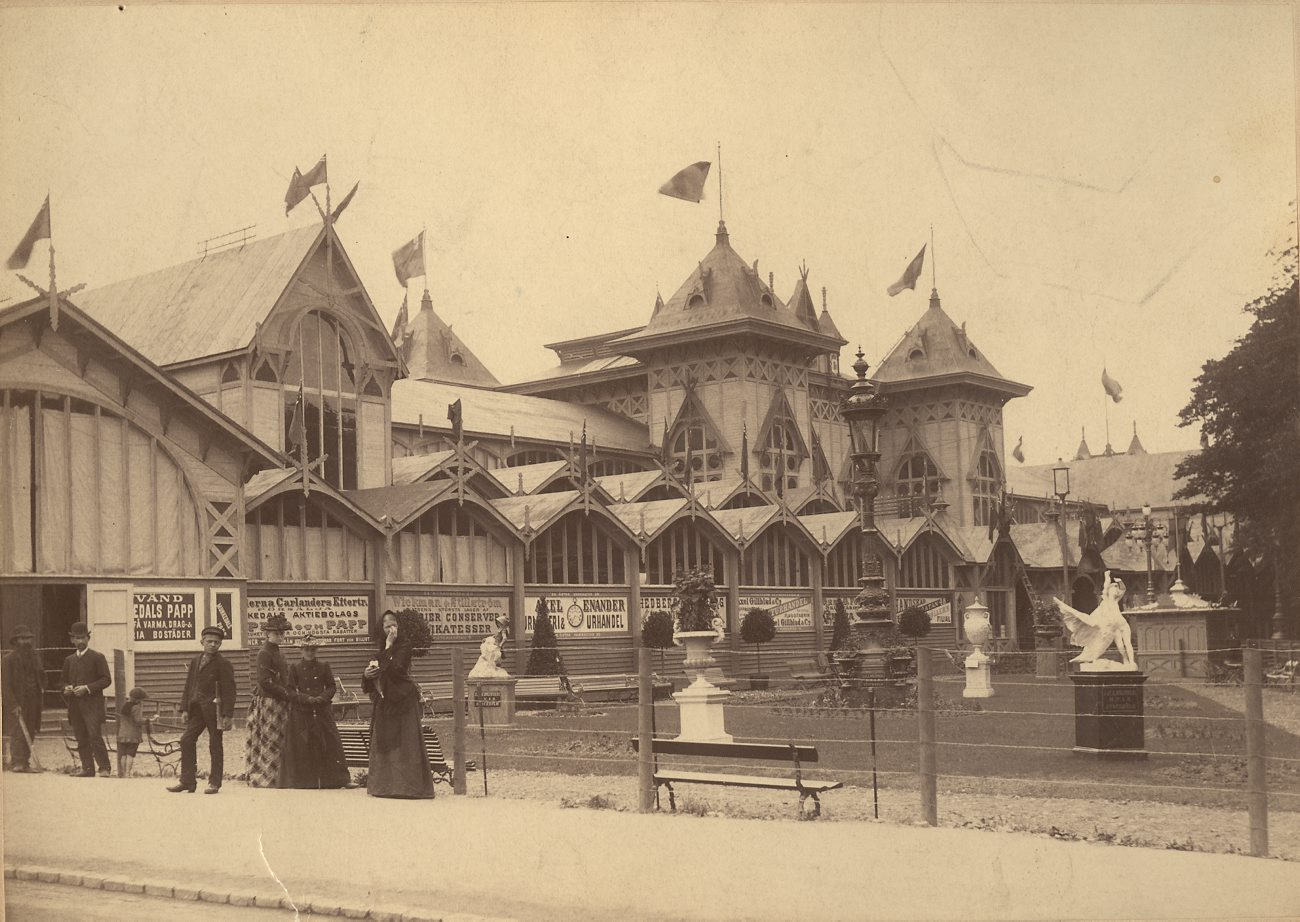
Industriutställningens byggnad, 21 november 1891.

Göteborgsutställningen eller Industriutställningen 1891 i Göteborg, var en stor nationell utställning som presenterade en rad olika verksamheter kopplade till hantverk och industri. Utställningen med 1 100 utställare, pågick i ungefär en och en halv månad och var placerad på Heden, men området räckte ändå inte till. Vissa verksamheter fick hålla till på Chalmers och Valandhuset, exempelvis konstutställningen, elevarbeten från Chalmers och Slöjdföreningens skola samt Materialprovningsanstaltens utställning. Utställningens huvudarkitekt var Adrian C. Peterson. Byggnadsarbetet utfördes av byggmästaren Abraham Pehrson. Kung Oscar II besökte utställningen, med omdömet; Att det skulle vara så storartadt! Detta hade jag dock inte väntat.

## Historia
Industriutställningen invigdes den 1 juli 1891 av landshövding Gustaf Snoilsky och pågick till den 15 september. I anslutning till utställningen arrangerades bland annat även det 17:e Svenska Lantbruksmötet, som invigdes 15 augusti av Oscar II, och som varade i åtta dagar samt en konstutställning. Industriutställningen hade ungefär 140 000 besökare, varav 40 000 var arbetarbesök som bekostades av arbetsgivarna. Lantbruksmötet besöktes av 82 000 personer. Den inbringade 135 526 kronor till alkoholmissbrukare i Göteborg.
En rad nymodigheter för sin tid presenterades under utställningen, bland annat den första bensindrivna bilen i Sverige. Det var en Daimler (chaufför ingick) från Frankrike, som ställts till förfogande av Panhard & Levassor och som importerats av Stockholmsfirman Zacco, Bruhn & Co, vars ombud i Göteborg, Boye & Thoresen, ordnade med det praktiska. GHT skriver den 12 augusti 1891: "Firman Boye & Thoresen utställer ett par mindre petroleum-maskiner samt håller vidare, utanför utställningsområdet, i gång ett par mindre båtar, drifna med petroleummotorer, samt ett fyrhjuligt fordon, det första i sitt slag, där en dylik motor ersätter dragare. Lyckas man i stort genomföra användandet af denna kraft till lands och vatten, och ställa sig icke prisen afskräckande, så kommer troligen uppfinningen att spela stor roll för samfärdseln."
Även brännvinet OP Anderson Aquavit lanserades till utställningen under namnet "Gammal Fin 1ma Aquavit".
Det var  Göteborgs Hantverks- och Industriförening som tog initiativet till utställningen i samband med att man planerade firandet av sitt tjugofemårsjubileum, som inföll samma år. Deras mångårige sekreterare, kommunaluppbördskassören Johan August Julin
(1838-1921) tog därefter upp frågan med Tekniska samfundet i Göteborg som drog upp de stora riktlinjerna. De ledande männen bakom var landshövdingen, greve Gustaf Snoilsky, professorn vid Chalmers, August Wijkander, köpmannen Pehr Lithander samt i ett senare skede då Svenska bryggareföreningen anslöt, genom bryggeriägaren Johan Wilhelm Lyckholm. Hantverksföreningen stod för anordnandet av en utställning för hantverks- och industrialster från västra Sverige, och Tekniska samfundet för den nationella specialutställning kring husbygge, med fokus på råmaterial, arbetsprodukter, apparater och mindre motorer, liksom ritningar och modeller. Ingenjören Arthur Leffler fick uppdraget att genomföra utställningen, och på sommaren 1889 skickades inbjudningar ut.

### Utställningsområdet
Utställningsplatsen blev området vid Nya Allén och Stureplatsen (vid Sten Sturegatans början), öster om nuvarande Katolska kyrkan (dåvarande Krügerska villan), samt det nordöstra hörnet av Exercisheden. Huvudbyggnaden låg mittemot Trädgårdsföreningen, och med en bredd av 42 meter och en längd av drygt 100 meter, tog den upp en yta av 4 658 kvadratmeter (inklusive några mindre byggnader). Den återstående delen av Heden reserverades för lantbruksmötet samma år. Ytan som disponerades för utställningen var 16 500 kvadratmeter, varav 8 373 kvadratmeter togs i anspråk för byggnader. En del av Parkgatan stängdes av, då den berördes av utställningens huvudbyggnad.
Tekniska Samfundet anslog en okänd summa som bidrag för uppförandet av en byggnad på Chalmers gård för musealt tillvaratagande av det byggnadsmaterial, som en hel del utställare ställt till institutets förfogande.

### Konstutställningen

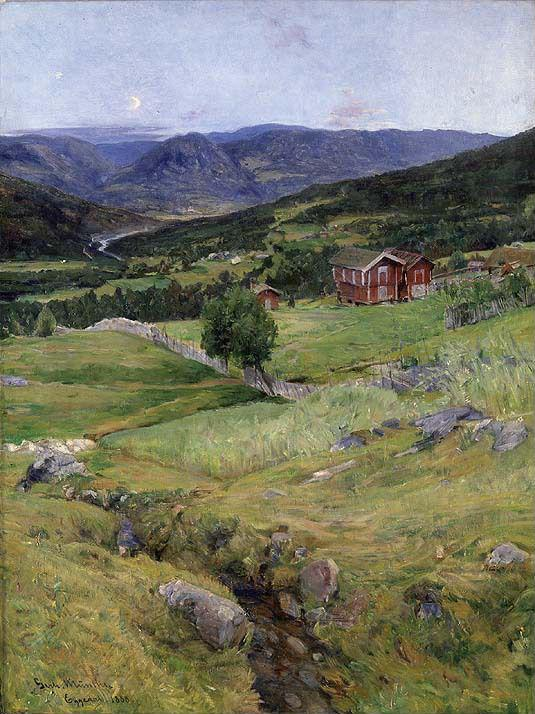
Trots att utställningen var sagd att bara presentera svenska konstnärer, tog man i slutprocessen ändå med ett antal danska och norska konstnärer som målningen Eggedal från 1888, av Gerhard Munthe.

Konstutställningen som arrangerades i anslutning till Göteborgsutställningen 1891 hade ingen direkt egen titel, utan har blivit känd som Konstutställningen i Göteborg 1891. Den arrangerades av Göteborgs konstförening och Sällskapet Gnistan med Pontus Fürstenberg som utställningskommitténs ordförande. Till urvalskommitté valdes de tre konstnärerna Carl Larsson, Johan Ericson och Berndt Lindholm, tillsammans med Pontus Fürstenberg och författaren Wilhelm Berg. Utställningslokal var Valandhuset och hängning och placering av verken sköttes av Carl Larsson och Johan Ericson. Utställningen skulle enbart fokusera på svenska konstnärer och verken skulle vara färdigställda efter 1886, det år då den senaste stora konstutställningen presenterades i Göteborg, nämligen Nordiska konstutställningen som arrangerades i anslutning till invigningen av Valandhuset. Trots detta lät man i sista stund ett antal danska och norska konstnärer att delta, som Michael Ancher, Gerhard Munthe, Julius Paulsen och Christian Krogh. Med 299 oljemålningar, 82 akvareller, miniatyrer, pasteller och teckningar, och 55 skulpturer utförda av 192 konstnärer var det den näst största konstutställning som presenterats i Göteborg, efter den Nordiska konstutställningen 1881. På grund av att många konstnärer prioriterade den viktiga Parissalongen, så gjorde man en omhängning den 15 juli så att verk från salongen också kunde delta. Av konstnärerna var lite mer än en fjärdedel kvinnor.

#### Medverkande konstnärer i urval
Ottilia Adelborg, Gustaf Ankarcrona, Karin Arosenius, Carolina Benedicks-Bruce, Richard Berg, Elise Bergman, Amanda Bergstedt, Oscar Björck, Eva Bonnier, Agnes Börjesson, Kerstin Cardon, Per Ekström, Emma Ekwall, Christian Eriksson, Axel Fahlcrantz, Ingel Fallstedt, Wilhelm von Gegerfelt, Gillis Hafström, Richard Hall, Per Hasselberg, Olof Hermelin, August Jernberg, Olof Jernberg, Axel Ljungstedt, Ebba Kellmodin, Elisabeth Keyser, John Kindborg, Agnes Kjellberg, Hilma af Klint, Gösta Krehl, Nils Kreuger, Carl Larsson, Charlotte Lewenhaupt, Bruno Liljefors, Hilda Lindgren, Bernt Lindholm, August Malmström, Karl Nordström, Anna Munthe-Norstedt, Jenny Nyström, Carl Olson, Georg Pauli, Prins Eugen, Johan von Rosen, Gustaf Rydberg, Geskel Saloman, Anshelm Schultzberg, Carl Sehlberg, Emma Sparre, Louis Sparre, Robert Thegerström, Hildegard Thorell, Carl Trägårdh, Märtha Tynell, Oscar Törnå, Anders Zorn, Ingeborg Westfelt och Allan Österlind.

## Ekonomi
Utställningen tryggades ekonomiskt genom bidrag från staten på 25 000 kronor samt ytterligare ett bidrag på 15 000 kronor, som skulle användas till tekniskt-vetenskapliga provningar; dels genom ett bidrag från Göteborgs stad på 15 000 kronor utan återbetalningsskyldighet och ett lån på 35 000 kronor; dels genom Svenska bryggareföreningen med 5 000 kronor för tomträtten till deras utställningsbyggnad. Även ett tjugotal enskilda personer bildade en garantifond med 42 000 kronor. För Tekniska Samfundet gav utställningen ett överskott på 5 935 kronor, vilket bildade grunden för "1891 års Industriutställnings överskottsmedel" samt 21 863 kronor på tombolan i särskild räkning.